# 毛马内政次
毛馬内政次（けまない まさつぐ，生年不明-寬永19年（1642年））是战国时代末期到江户时代前期的武将。通称权権之助。毛马内秀范之子。弟直次。南部信直的从弟。室为七户直时之女。
出羽國鹿角郡毛马内古馆城主。慶長13年（1608年）将居城转移到柏崎館。与弟弟直次一同侍奉信直和利直。
虽然在盛冈藩内备受优遇，但至其孙导致家中断绝，弟弟直次因此成为了盛岡藩存续家名。